# Primera División de Fútbol Profesional
La Primera División de Fútbol Profesional è il massimo livello del campionato salvadoregno di calcio.
Attualmente la stagione è divisa in due tornei: il torneo di Apertura, che si disputa in autunno, e il torneo di Clausura, che si disputa in primavera. Le prime quattro classificate di ognuno dei due tornei si qualificano ai play-off per l'assegnazione del titolo.
L'ultima squadra della classifica aggregata, ottenuta sommando i punti raccolti nei due campionati di Apertura e Clausura, viene retrocessa in Segunda División. La penultima deve disputare uno spareggio promozione-retrocessione contro la seconda di Segunda División.

## Squadre
Stagione 2023-2024.
- Águila
- Alianza
- Dragón
- FAS
- Luis Ángel Firpo
- Fuerte San Francisco
- Isidro Metapán
- Jocoro
- Municipal Limeño
- Once Deportivo
- Platense Municipal
- Santa Tecla

## Record
- Vittoria più larga: Luis Ángel Firpo-Cojutepeque 11-0, 30 aprile 1995[1]

## Albo d'oro

### Epoca Amatoriale (1926-1946)
| Stagione   | Campione    | Risultato       | 2º posto          |
| ---------- | ----------- | --------------- | ----------------- |
| 1926       | Chinameca   | 2-1             | Nequepio          |
| 1927       | Hércules    | 3-0             | Chinameca         |
| 1928       | Hércules    | 1-1/2-0         | Excélsior         |
| 1929-30    | Hércules    | 0-2/3-1/n.p.(*) | Excélsior         |
| 1930-31 ** | Hércules    |                 |                   |
| 1931-32 ** | Hércules    |                 |                   |
| 1932-33 ** | Hércules    |                 |                   |
| 1933-34 ** | Hércules    |                 |                   |
| 1934-35**  | Maya        |                 |                   |
| 1935-36 ** | Maya        |                 |                   |
| 1937       | C.D. 33     | 3-1             | Alacranes         |
| 1938       | C.D. 33     | 10-3            | Maya              |
| 1939 **    | C.D. 33     |                 |                   |
| 1940 **    | España      |                 |                   |
| 1941 **    | Quequeisque |                 |                   |
| 1942       | Quequeisque |                 | Juventud Olímpica |
| 1943       | Quequeisque |                 | Ferrocarril       |
| 1944 **    | Quequeisque |                 |                   |
| 1945 **    | Quequeisque |                 |                   |
| 1946       | Libertad    |                 | Once Deportivo    |

* - Excélsior non si presentó alla terza partita.

** - Non ci sono stati campionati nazionali in queste stagioni, solo i campionati regionali. Tuttavia i vincitori di questi campionati sono stati poi considerati come campioni nazionali.

### Titoli Era Amatoriale
| Club        | Campioni | Stagioni                                 |
| ----------- | -------- | ---------------------------------------- |
| Hércules    | 7        | 1927, 1928, 1930, 1931, 1932, 1933, 1934 |
| Quequeisque | 5        | 1941, 1942, 1943, 1944, 1945             |
| C.D. 33     | 3        | 1937, 1938, 1939                         |
| Maya        | 2        | 1935, 1936                               |
| Libertad    | 1        | 1946                                     |
| Chinameca   | 1        | 1926                                     |
| España      | 1        | 1940                                     |

## Era professionistica

### Torneos Largos (1947-1997)
| Stagione | Campione                      | Risultato                     | 2º posto                      |
| -------- | ----------------------------- | ----------------------------- | ----------------------------- |
| 1947     | Non si disputò il campionato. | Non si disputò il campionato. | Non si disputò il campionato. |
| 1948-49  | Once Deportivo                |                               | Libertad                      |
| 1949-50  | Non si disputò il campionato. | Non si disputò il campionato. | Non si disputò il campionato. |
| 1950-51  | Dragón                        |                               | FAS                           |
| 1951-52  | FAS                           |                               | Itagui Leones                 |
| 1952-53  | Dragón                        |                               | Juventud Olímpica             |
| 1953-54  | FAS                           |                               | Dragón                        |
| 1955     | Atlético Marte                |                               | Dragón                        |
| 1955-56  | Atlético Marte                |                               | Luis Ángel Firpo              |
| 1956-57  | Atlético Marte                |                               | Atlante San Alejo             |
| 1957-58  | FAS                           |                               | Once Deportivo                |
| 1959     | Águila                        | 4-0 1-0                       | FAS                           |
| 1960-61  | Águila                        |                               | FAS                           |
| 1961-62  | FAS                           |                               | Águila                        |
| 1962     | FAS                           |                               | Atlante San Alejo             |
| 1963-64  | Águila                        |                               | Juventud Olímpica             |
| 1964     | Águila                        |                               | FAS                           |
| 1965-66  | Alianza                       |                               | UES                           |
| 1966-67  | Alianza                       |                               | Águila                        |
| 1967-68  | Águila                        |                               | FAS                           |
| 1969     | Atlético Marte                |                               | FAS                           |
| 1970     | Atlético Marte                |                               | FAS                           |
| 1971     | Juventud Olímpica             |                               | Alianza                       |
| 1972     | Águila                        |                               | Juventud Olímpica             |
| 1973     | Juventud Olímpica             |                               | Alianza                       |
| 1974-75  | Platense Municipal            | 2-0 0-2 1-1 (4-3 dtr)         | Negocio Internacionales       |
| 1975-76  | Águila                        | 1-1 3-1                       | Alianza                       |
| 1976-77  | Águila                        | 1-1 1-0                       | Once Deportivo                |
| 1977-78  | FAS                           |                               | Once Deportivo                |
| 1978-79  | FAS                           |                               | Alianza                       |
| 1979-80  | Santiagueño                   |                               | Águila                        |
| 1980-81  | Atlético Marte                | 2-1 3-1                       | Santiagueño                   |
| 1981     | FAS                           | 1-1 (4-2 dtr)                 | Independiente                 |
| 1982     | Atlético Marte                | 1-0 2-0                       | Independiente                 |
| 1983     | Águila                        |                               | FAS                           |
| 1984     | FAS                           |                               | Águila                        |
| 1985     | Atlético Marte                | 3-5 3-2 (2-0 et)              | Alianza                       |
| 1986-87  | Alianza                       | 0-0 (3-1 dtr)                 | Águila                        |
| 1987-88  | Águila                        |                               | FAS                           |
| 1988-89  | Luis Ángel Firpo              | 1-1 2-2 (4-3 dtr)             | Cojutepeque                   |
| 1989-90  | Alianza                       | 3-1                           | Luis Ángel Firpo              |
| 1990-91  | Luis Ángel Firpo              | 1-0                           | Águila                        |
| 1991-92  | Luis Ángel Firpo              | 3-0                           | Alianza                       |
| 1992-93  | Luis Ángel Firpo              | 2-1                           | Alianza                       |
| 1993-94  | Alianza                       | 2-1                           | FAS                           |
| 1994-95  | FAS                           | 1-2 3-1                       | Luis Ángel Firpo              |
| 1995-96  | FAS                           | 1-1 1-0                       | Luis Ángel Firpo              |
| 1996-97  | Alianza                       | 0-0 3-2                       | Luis Ángel Firpo              |
| 1997-98  | Luis Ángel Firpo              | 2-0                           | FAS                           |

### Formato del Torneos Cortos (1998-Presente)
| Stagione  | Stagione                  | Campione                                                                                | Risultato                                                                               | 2º posto                                                                                |
| --------- | ------------------------- | --------------------------------------------------------------------------------------- | --------------------------------------------------------------------------------------- | --------------------------------------------------------------------------------------- |
| 1998-1999 | Apertura (Torneo de Copa) | Alianza                                                                                 | 1-0                                                                                     | Luis Ángel Firpo                                                                        |
| 1998-1999 | Clausura                  | Luis Ángel Firpo                                                                        | 1-1 (5-4 dtr)                                                                           | FAS                                                                                     |
| 1999-2000 | Apertura                  | Águila                                                                                  | 1-0                                                                                     | Municipal Limeño                                                                        |
| 1999-2000 | Clausura                  | Luis Ángel Firpo                                                                        | 1-1 (11-10 dtr)                                                                         | ADET                                                                                    |
| 2000-2001 | Apertura                  | Águila                                                                                  | 3-2                                                                                     | Municipal Limeño                                                                        |
| 2000-2001 | Clausura                  | Águila                                                                                  | 2-1                                                                                     | FAS                                                                                     |
| 2001-2002 | Apertura                  | Alianza                                                                                 | 2-1                                                                                     | Luis Ángel Firpo                                                                        |
| 2001-2002 | Clausura                  | FAS                                                                                     | 4-0                                                                                     | Alianza                                                                                 |
| 2002-2003 | Apertura                  | FAS                                                                                     | 3-1                                                                                     | San Salvador                                                                            |
| 2002-2003 | Clausura                  | San Salvador                                                                            | 3-1                                                                                     | Luis Ángel Firpo                                                                        |
| 2003-2004 | Apertura                  | FAS                                                                                     | 2-2 (5-3 dtr)                                                                           | Águila                                                                                  |
| 2003-2004 | Clausura                  | Alianza                                                                                 | 1-1 (3-2 dtr)                                                                           | FAS                                                                                     |
| 2004-2005 | Apertura                  | FAS                                                                                     | 0-0 (4-3 dtr)                                                                           | Atlético Balboa                                                                         |
| 2004-2005 | Clausura                  | FAS                                                                                     | 3-1                                                                                     | Luis Ángel Firpo                                                                        |
| 2005-2006 | Apertura                  | Vista Hermosa                                                                           | 2-0                                                                                     | Isidro Metapán                                                                          |
| 2005-2006 | Clausura                  | Águila                                                                                  | 4-2                                                                                     | FAS                                                                                     |
| 2006-2007 | Apertura                  | Once Municipal                                                                          | 3-1                                                                                     | FAS                                                                                     |
| 2006-2007 | Clausura                  | Isidro Metapán                                                                          | 1-0                                                                                     | Luis Ángel Firpo                                                                        |
| 2007-2008 | Apertura                  | Luis Ángel Firpo                                                                        | 1-1 (5-3 dtr)                                                                           | FAS                                                                                     |
| 2007-2008 | Clausura                  | Luis Ángel Firpo                                                                        | 1-0                                                                                     | FAS                                                                                     |
| 2008-2009 | Apertura                  | Isidro Metapán                                                                          | 3-3 (4-3 dtr)                                                                           | Chalatenango                                                                            |
| 2008-2009 | Clausura                  | Isidro Metapán                                                                          | 1-0                                                                                     | Luis Ángel Firpo                                                                        |
| 2009-2010 | Apertura                  | FAS                                                                                     | 3-2                                                                                     | Águila                                                                                  |
| 2009-2010 | Clausura                  | Isidro Metapán                                                                          | 3-1                                                                                     | Águila                                                                                  |
| 2010-2011 | Apertura                  | Isidro Metapán                                                                          | 0-0 (4-3 dtr)                                                                           | Alianza                                                                                 |
| 2010-2011 | Clausura                  | Alianza                                                                                 | 2-1                                                                                     | FAS                                                                                     |
| 2011-2012 | Apertura                  | Isidro Metapán                                                                          | 1-0                                                                                     | Once Municipal                                                                          |
| 2011-2012 | Clausura                  | Águila                                                                                  | 2-1                                                                                     | Isidro Metapán                                                                          |
| 2012-2013 | Apertura                  | Isidro Metapán                                                                          | 1-1 (5-4 dtr)                                                                           | Alianza                                                                                 |
| 2012-2013 | Clausura                  | Luis Ángel Firpo                                                                        | 3-0                                                                                     | FAS                                                                                     |
| 2013-2014 | Apertura                  | Isidro Metapán                                                                          | 1-0                                                                                     | FAS                                                                                     |
| 2013-2014 | Clausura                  | Isidro Metapán                                                                          | 0-0 (6-5 dtr)                                                                           | Dragón                                                                                  |
| 2014-2015 | Apertura                  | Isidro Metapán                                                                          | 1-1 (4-3 dtr)                                                                           | Águila                                                                                  |
| 2014-2015 | Clausura                  | Santa Tecla                                                                             | 1-1 (3-1 dtr)                                                                           | Isidro Metapán                                                                          |
| 2015-2016 | Apertura                  | Alianza                                                                                 | 1-0                                                                                     | FAS                                                                                     |
| 2015-2016 | Clausura                  | Dragón                                                                                  | 1-0                                                                                     | Águila                                                                                  |
| 2016-2017 | Apertura                  | Santa Tecla                                                                             | 3-2                                                                                     | Alianza                                                                                 |
| 2016-2017 | Clausura                  | Santa Tecla                                                                             | 4-0                                                                                     | Alianza                                                                                 |
| 2017-2018 | Apertura                  | Alianza                                                                                 | 4-1                                                                                     | Santa Tecla                                                                             |
| 2017-2018 | Clausura                  | Alianza                                                                                 | 4-1                                                                                     | Santa Tecla                                                                             |
| 2018-2019 | Apertura                  | Santa Tecla                                                                             | 2-1                                                                                     | Alianza                                                                                 |
| 2018-2019 | Clausura                  | Águila                                                                                  | 0-0 (3-1 dtr)                                                                           | Alianza                                                                                 |
| 2019-2020 | Apertura                  | Alianza                                                                                 | 1-0 FAS                                                                                 |                                                                                         |
| 2019-2020 | Clausura                  | Campionato sospeso a causa della Pandemia di COVID-19 in El Salvador                    | Campionato sospeso a causa della Pandemia di COVID-19 in El Salvador                    | Campionato sospeso a causa della Pandemia di COVID-19 in El Salvador                    |
| 2020-2021 | Apertura                  | Alianza                                                                                 | 3-0                                                                                     | Águila                                                                                  |
| 2020-2021 | Clausura                  | FAS                                                                                     | 1-1 (4-3 dtr)                                                                           | Alianza                                                                                 |
| 2021-2022 | Apertura                  | Alianza                                                                                 | 2-1                                                                                     | Platense Municipal                                                                      |
| 2021-2022 | Clausura                  | Alianza                                                                                 | 1-1 (5-4 dtr)                                                                           | Águila                                                                                  |
| 2022-2023 | Apertura                  | FAS                                                                                     | 2-0                                                                                     | Jocoro                                                                                  |
| 2022-2023 | Clausura                  | Campionato annullato in seguito agli incidenti del 20 maggio 2023 allo stadio Cuscatlan | Campionato annullato in seguito agli incidenti del 20 maggio 2023 allo stadio Cuscatlan | Campionato annullato in seguito agli incidenti del 20 maggio 2023 allo stadio Cuscatlan |
| 2023-2024 | Apertura                  | Águila                                                                                  | 3-0                                                                                     | Jocoro                                                                                  |
| 2023-2024 | Clausura                  | Alianza                                                                                 | 5-0                                                                                     | Municipal Limeño                                                                        |
| 2024-2025 | Apertura                  | Once Deportivo                                                                          | 2-1                                                                                     | FAS                                                                                     |
| 2024-2025 | Clausura                  | Alianza                                                                                 | 0-0                                                                                     | Municipal Limeño                                                                        |

## Vittorie per squadra (epoca professionistica)
| Club                      | Vittorie | Secondi posti | Stagioni vittorie |
| ------------------------- | -------- | ------------- | --- |
| FAS                       | 19       | 23            | 1951-52, 1953-54, 1957-58, 1961-62, 1962, 1977-78, 1978-79, 1981, 1984, 1994-95, 1995-96, 2002-C, 2002-A, 2003-A, 2004-A, 2005-C, 2009-A, 2021-C, 2022-A |
| Alianza                   | 18       | 15            | 1965-66, 1966-67, 1986-87, 1989-90, 1993-94, 1996-97, 2001-A, 2004-C, 2011-C, 2015-A, 2017-A, 2018-C, 2019-A, 2020-A, 2021-A, 2022-C, 2024-C, 2025-C     |
| Águila                    | 17       | 11            | 1959, 1960-61, 1963-64, 1964, 1967-68, 1972, 1975-76, 1976-77, 1983, 1987-88, 1999-A, 2000-A, 2001-C, 2006-C, 2012-C, 2019-C, 2023-A                     |
| Luis Ángel Firpo          | 10       | 10            | 1988-89, 1990-91, 1991-92, 1992-93, 1997-98, 1999-C, 2000-C, 2007-A, 2008-C, 2013-C                                                                      |
| Isidro Metapán            | 10       | 3             | 2007-C, 2008-A, 2009-C, 2010-C, 2010-A, 2011-A, 2012-A, 2013-A, 2014-C,2014-A                                                                            |
| Atlético Marte            | 8        | 0             | 1955, 1955-56, 1956-57, 1968-69, 1970, 1980-81, 1982, 1985                                                                                               |
| Santa Tecla               | 4        | 2             | 2015-C, 2016-A, 2017-C, 2018-A |
| Once Deportivo            | 3        | 4             | 1948-49, 2006-A |
| Dragón                    | 3        | 3             | 1950-51, 1952-53, 2016-C |
| Juventud Olímpica†        | 2        | 4             | 1971, 1973 |
| San Salvador†             | 1        | 1             | 2003-C |
| Santiagueño               | 1        | 1             | 1979-80 |
| Platense Municipal        | 1        | 1             | 1974-75 |
| Vista Hermosa             | 1        | -             | 2005-A |
| Municipal Limeño          | -        | 4             | ----- |
| Atlante San Alejo†        | -        | 2             | ----- |
| Independiente             | -        | 2             | ----- |
| Jocoro                    | -        | 2             | ----- |
| ADET                      | -        | 1             | ----- |
| Atlético Balboa           | -        | 1             | ----- |
| Chalatenango              | -        | 1             | ----- |
| Cojutepeque               | -        | 1             | ----- |
| Leones †                  | -        | 1             | ----- |
| Libertad †                | -        | 1             | ----- |
| Negocio Internacionales † | -        | 1             | ----- |
| UES                       | -        | 1             | ----- |